# مختار ولد داداه
مختار ولد داداه (عربی: مختار ولد داداه؛ ۲۵ دسامبر ۱۹۲۴ – ۱۴ اکتبر ۲۰۰۳) یک سیاست‌مدار اهل موریتانی بود. وی از نوامبر ۱۹۶۰ تا ژوئیه ۱۹۷۸ اولین رئیس‌جمهور این کشور بود.